# MySQL技術認證
MySQL技術認證 (MySQL Certification) 是 MySQL AB 公司為其旗艦資料庫產品MySQL設計的技術認證，持有此認證的考生會被視為具有足夠的 MySQL 操作與實務經驗，尤其是在目前開放原始碼社群不斷強打LAMP系統架構下，MySQL 資料庫實已佔有十分重要的地位，而在開放原始碼社群中，具有客觀公正評量方法的技術或軟體十分少見，因此 MySQL 的認證更具有其參考價值。
MySQL 認證自 MySQL 4.x（2005年）時開始開放考試，當時 MySQL 認證分為 Core 和 Professional 兩種，並未依職務區分，到了 5.0 版時，才開始依職務區分。

## 認證種類
MySQL 技術認證依照其職類工作與實務規劃，分為四種認證。

### Certified MySQL 5.0 Database Administrator (CMDBA)
CMDBA 是 MySQL 資料庫的系統管理員認證，適合企業建置 MySQL 資料庫時的人力需求，並且其資料庫管理能力以及維運能力也經考核，適合企業的 MySQL 資料庫管理人才。
MySQL 5.0 DBA 認證需要通過二科考試：
- Exam 005-002: Certified MySQL 5.0 Database Administrator - Part 1
- Exam 006-002: Certified MySQL 5.0 Database Administrator - Part 2

### Certified MySQL 5.0 Database Developer (CMDEV)
CMDEV 是 MySQL 資料庫的應用程式開發人員認證，持有此認證的考生代表具有應用 MySQL 資料庫與物件開發應用程式的能力，同時 SQL 指令是考試的重點，因為應用程式開發人員必須要對資料存取相當熟稔，才有利於使用 MySQL 開發應用程式，因此在考試中，MySQL 的 SQL 指令用法是考試的重點。
MySQL 5.0 Developer 認證需要通過二科考試：
- Exam 003-002: Certified MySQL 5.0 Developer - Part 1
- Exam 004-002: Certified MySQL 5.0 Developer - Part 2

### Certified MySQL 5.1 Cluster Database Administrator (CMCDBA)
CMCDBA 是因應 MySQL 5.1 版本所開發的 Cluster Database 能力所設計的認證，持有此認證的考生代表能夠利用 MySQL 5.1 中的 Cluster 功能來規劃與建置高可用性的資料庫叢集架構。
MySQL 5.1 Culster DBA 認證需要通過一科考試：
- Exam 009-002: Certified MySQL 5.1 Cluster Database Administrator

### Certified MySQL Associate (CMA)
CMA 是 MySQL 的初級認證，適合對 MySQL 的入門使用者，此認證只考驗初等的 MySQL 技術與知識。
MySQL 5.0 Associate 認證需要一科考試：
- Exam 010-002: Certified MySQL 5.0 Associate

### 不再提供考試的認證
MySQL Core 認證與 MySQL Professional 認證均於2006年12月31日後即不再提供考試。
MySQL Core 是 MySQL 的基礎認證，係針對 MySQL 資料庫和資料庫物件的操作來設計，考驗考生對 MySQL 資料庫的操作能力，包含 SQL 指令以及資料庫物件（例如資料表）的存取，而 MySQL Professional 認證則是考驗 MySQL 的伺服器與資料庫管理能力，像是資料庫備份與還原、伺服器管理、安全性控制、安裝與部署、最佳化與災難復原等。
以職務工作來說，MySQL Core 算是 Database Developer 認證，而 MySQL Professional 算是 Database Administrator 認證，到了 MySQL 5.0 時就以職務分開的方式進行認證。
MySQL 在 Core 與 Professional 認證停止考試後，亦提供了升級考試供考生升級認證使用：
- Exam 007-002: Upgrade MySQL Core to MySQL 5.0 Developer
- Exam 008-002: Upgrade MySQL Professional to MySQL 5.0 Database Administrator

## 考試方式與報名
MySQL 技術認證由Pearson VUE提供考試（初期時由 Prometric 和 Pearson VUE 一起提供），採電腦筆試制，題型為選擇題（單選或複選），每科的考試費用為 200 美元，考生需要先向 Pearson VUE 註冊報名後，再到 VUE 的授權考試中心考試。
考試是否通過將在考試結束後立刻得知，通過考試的考生，在 8 個工作天左右後會登錄在 MySQL 認證網站，並開始享有 MySQL 認證所提供的獎勵。

## 目前全球認證人數
至2008年10月查得的資料，目前取得MySQL認證的人數約 2500 人，其認證分項人數為：
- MySQL Core : 992
- MySQL Professional : 281
- MySQL 5.0 Developer : 533
- MySQL 5.0 Database Administrator : 653
- MySQL 5.1 Cluster Administrator : 50
- MySQL Associate : 186